# Daniela Hamaui
Daniela Hamaui (Il Cairo, 21 novembre 1954) è una giornalista italiana.

## Biografia
Laureata in Lettere (con specializzazione in pedagogia) all'Università Statale di Milano nel 1978, Daniela Hamaui ha poi studiato all'Istituto per formazione al giornalismo di Milano.
Ha quindi iniziato a scrivere per la Repubblica, Corriere della Sera e per le pagine culturali de Il Sole 24 Ore. Nel 1995 è diventata direttrice del mensile CentoCose, edito da Arnoldo Mondadori Editore.
Nel 1996 è stata chiamata al Gruppo Editoriale L'Espresso per partecipare alla progettazione del supplemento femminile D - la Repubblica delle donne, di cui è stata direttrice dalla sua prima uscita, nel maggio 1996, fino al febbraio 2002, quando è passata a dirigere l'Espresso. La sua direzione si è caratterizzata per l'eliminazione del nudo femminile in copertina, per una grande attenzione alla componente fotografica e iconografica, e per le numerose inchieste su temi come la salute, l'immigrazione, i privilegi dei politici, gli sprechi della pubblica amministrazione, gli scandali del calcio ed il traffico di organi.
Il 15 luglio 2010 è stato annunciato che la giornalista ricoprirà il ruolo di direttore editoriale dei periodici de la Repubblica. Al suo posto, come direttore de l'Espresso, è stato nominato Bruno Manfellotto.
Dal primo di settembre 2012 al novembre 2015 è stata di nuovo direttrice di D di Repubblica.
Dal maggio 2017 al novembre 2018 ha diretto il settimanale Vanity Fair.